# Zaza (film, 1939)
A Zaza (eredeti angol címe ugyanez) 1939-ben bemutatott amerikai romantikus film, rendezte George Cukor.
Egy azonos című francia színdarab alapján készült, amely alapjául szolgált Ruggero Leoncavallo azonos című operájának és néhány későbbi filmnek is.

## Cselekménye
Vidám komédiások érkeznek egy francia vidéki városkába. Köztük van Zaza, a fiatal, kedves énekesnő, aki idős partnerével, Cascart-ral esténként sikereket arat az Alcazar nevű mulatóban. Dufresne, egy fiatal,  elegáns párizsi gyáros estéit a mulató nézőterén tölti, de Zaza produkciója után mindig eltűnik. Ez fölkelti Zaza kíváncsiságát, beleszeret az ismeretlen férfiba és eléri, hogy bemutassák neki. Dufresne vonakodik, minden erejével azon van, hogy legyőzze érzelmeit. Végül Zaza győz, kölcsönösen bevallják szerelmüket. 
Cascart véletlenül megtudja, hogy Dufresne-nek Párizsban felesége van, és Zazát féltve felvilágosítja őt. A lány Párizsba utazik, elmegy Dufresne lakására és szembesül az igazsággal. Lelkileg összetörve hagyja el Párizst, a következő találkozásukon közli Dufresne-nel vele, hogy köztük mindennek vége. 
Zaza óriási karriert csinált, igazi sztár lett. Három évnyi távollét után Amerikából megérkezik Dufresne. Nem tudta elfelejteni szerelmét és elmegy a színházba, hogy megnézze a lány műsorát. Zaza megérti, hogy most a karrier és a szerelem között kell választania, és ő a karriert választja.

## Szereplők
- Claudette Colbert – Zaza
- Herbert Marshall – Dufresne
- Bert Lahr – Cascart
- Helen Westley – Anais
- Constance Collier – Nathalie
- Genevieve Tobin – Florianne
- Walter Catlett – Marlardot
- Ann E. Todd – Toto
- Rex O'Malley – Bussy
- Ernest Cossart – Marchand
- Janet Waldo – Simone
- Dorothy Tree – Madame Dufresne